# Piet (programspråk)
Piet är ett esoteriskt programmeringsspråk vars program är bitmapbilder som ofta liknar abstrakt konst. Språkets namn kommer från Piet Mondrian.

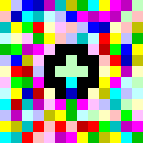
Ett "Hello World"-program i Piet